# Christopher Hilsenbeck
Pas d'image ? Cliquez ici

a Compétitions nationales et continentales officielles uniquement.

b Matchs officiels uniquement.
Dernière mise à jour le 9 juillet 2025.
Christopher Hilsenbeck, né le 10 janvier 1992 aux États-Unis, est un joueur international allemand puis international américain de rugby à XV évoluant au poste de demi d'ouverture. 

## Biographie
Ayant grandi à Heidelberg, il commence le rugby au sein du TSV Handschuhsheim avec son ami d'enfance, Tim Menzel. À l'âge de 16 ans, il est détecté lors d'un stage avec l'équipe d'Allemagne des moins de 16 ans par le club de Colomiers. Il intègre ainsi le centre de formation du club, en compagnie de ses compatriotes Menzel et Julius Nostadt. 
Montant petit à petit en puissance au sein de la formation columérine, il s'installe comme un élément important de l'effectif au fil des ans. En 2016, il devient l'ouvreur numéro 1 à la suite de la retraite de David Skrela. À la fin de la saison, il quitte néanmoins Colomiers pour Vannes. Il s'installe rapidement comme un joueur incontournable du club, et est prolongé fin 2018 jusqu'au terme de la saison 2021-2022.
Après cinq saisons passées à Vannes, il n'est pas prolongé au terme de son contrat. Il s'engage alors en faveur de l'US Carcassonne, toujours en Pro D2. Durant ses cinq saisons passées à Vannes, il est devenu le meilleur buteur du club. A Carcassonne, il reforme la charnière de la saison précédente à Vannes avec Pierre Pagès. Lors de la quatrième journée de Pro D2 2022-2023, il revient à Vannes sous ses nouvelles couleurs, mais se blesse lors du match. Il revient au jeu lors de la 15e journée de championnat, mais ne peut empêcher la relégation de Carcassonne. Il signe un contrat de courte durée avec le Rugby ATL afin d'y finir la saison, le club étant handicapé par la blessure de ses habituels ouvreurs. De plus, étant natif des États-Unis et n'ayant plus porté les couleurs allemandes depuis 2019, il est désormais éligible pour les Eagles, et n'entre ainsi pas en compte dans le quota de joueurs étrangers.
En juillet 2023, il revient en France et s'engage au Biarritz olympique puis au Saint-Jean-de-Luz olympique. Il retourne aux États-Unis en février 2025 afin de pouvoir être sélectionné par les Eagles.

## Statistiques

### En club
| 2012-2013 | Colomiers rugby | 1   | 0    |
| 2013-2014 | Colomiers rugby | 6   | 25   |
| 2014-2015 | Colomiers rugby | 9   | 15   |
| 2015-2016 | Colomiers rugby | 18  | 88   |
| 2016-2017 | Colomiers rugby | 17  | 54   |
| 2017-2018 | RC Vannes       | 25  | 174  |
| 2018-2019 | RC Vannes       | 27  | 220  |
| 2019-2020 | RC Vannes       | 20  | 161  |
| 2020-2021 | RC Vannes       | 26  | 117  |
| 2021-2022 | RC Vannes       | 22  | 141  |
| 2022-2023 | US Carcassonne  | 13  | 36   |
| 2023      | Rugby ATL       | 4   | 13   |
| 2012-2023 | Total           | 188 | 1044 |

### En sélection
| Année | Compétition                 | Matchs | Points | Essais | Transf. | Drops | Pénal. |
| ----- | --------------------------- | ------ | ------ | ------ | ------- | ----- | ------ |
| 2011  | ENC 1B 2010-2012            | 2      | 4      | -      | 2       | -     | -      |
| 2014  | Test                        | 1      | 10     | -      | 2       | -     | 2      |
| 2015  | ENC 1A 2014-2016            | 3      | 16     | -      | 2       | -     | 4      |
| 2016  | ENC 1A 2014-2016            | 2      | 10     | -      | 2       | -     | 2      |
| 2016  | Test                        | 1      | 14     | -      | 1       | -     | 4      |
| 2017  | REC 2017                    | 2      | 6      | -      | -       | -     | 2      |
| 2017  | Test                        | 2      | -      | -      | -       | 1     | 1      |
| 2018  | REC 2018                    | 1      | -      | -      | -       | -     | -      |
| 2018  | Test                        | 2      | 6      | -      | -       | -     | 2      |
| 2018  | Barrage Coupe du monde 2019 | 3      | 3      | -      | -       | -     | 1      |
| 2019  | REC 2019                    | 2      | 11     | -      | 1       | -     | 3      |
| Total | Total                       | 21     | 85     | -      | 11      | 1     | 20     |

## Palmarès
- ENC 1B 2012-2014